# Примас Венгрии
Примас Венгрии — почётный титул, который принадлежит архиепископу Эстергома-Будапешта, таким образом, называется архиепископом-примасом Венгрии. В то время живущий в королевстве Венгрии, примас Эстергома был также известен как "Князь-примас", когда-то пользовался большим авторитетом и властью. Таким образом, примас был уполномочен проводить национальные соборы, был Legatus Natus Святой Римской церкви, и, следовательно, имел право, в пределах своей миссии (территории, которая представлена Папой), имел право ношения креста перед ним, имел дело непосредственно с Римом и имел право на посещения епископских кафедр и монастырей в Венгрии, за исключением аббатства Паннонхальма (S. Martinus em Monte Pannoniæ).
С 1715 года он считался канцлером и князем Священной Римской империи. По традиции именно он коронует королей Венгрии.